# Star Trek (film)

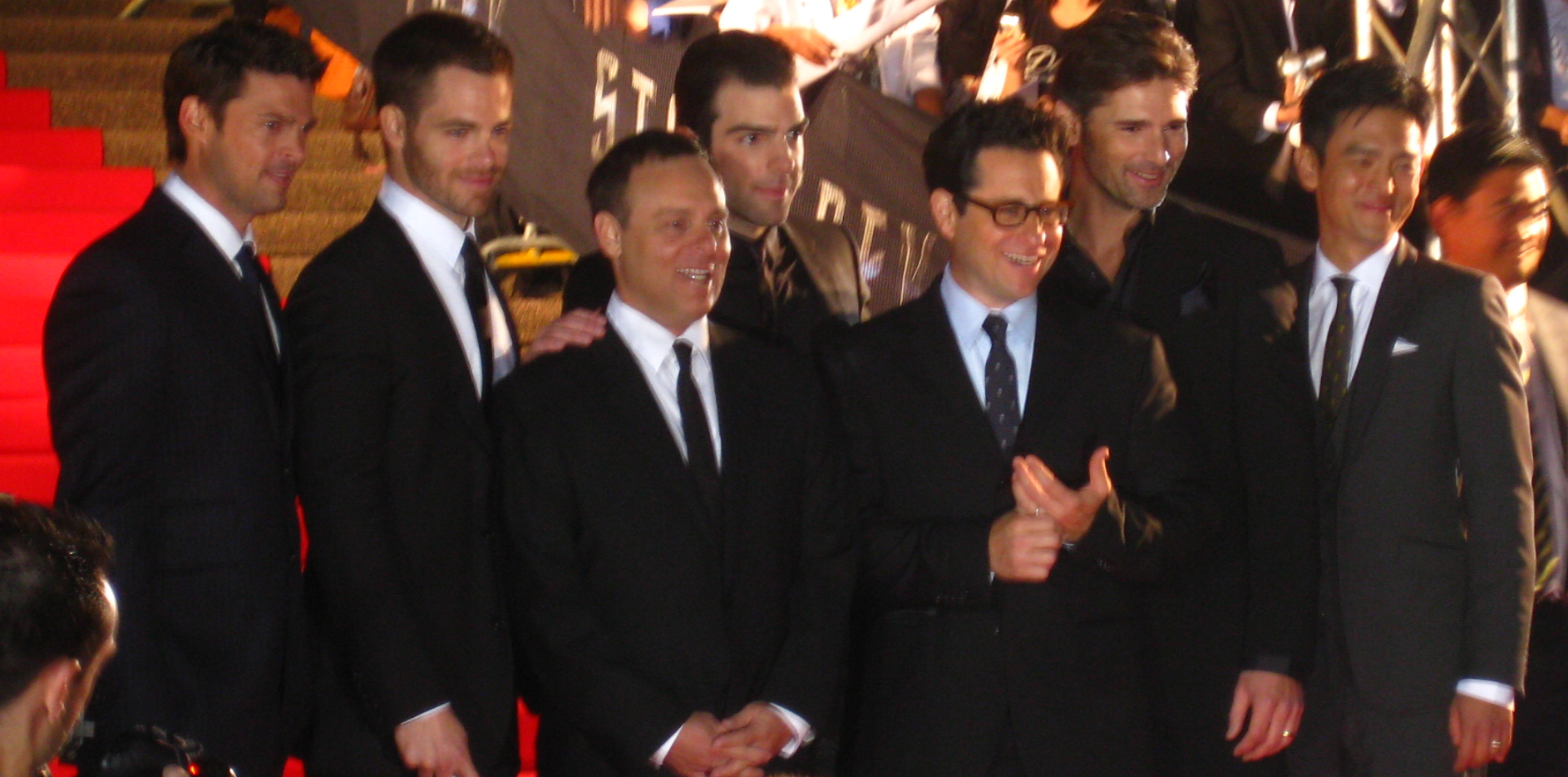
Cast van Star Trek bij de première in het Sydney Opera House, april 2009

Star Trek is een Amerikaanse sciencefictionfilm uit 2009 onder regie van J.J. Abrams. Het is de elfde film in de door Gene Roddenberry bedachte Star Trekreeks. De film ging op 7 mei 2009 in première. Daarvoor kreeg de film al veel aandacht in de pers. De hoofdrollen worden vertolkt door Chris Pine, Zachary Quinto, Eric Bana, Winona Ryder, Zoë Saldana, Karl Urban en Bruce Greenwood.
Het verhaal van de film gaat over de jonge jaren van James T. Kirk en Spock, en speelt zich daarmee chronologisch gezien af tussen Star Trek: Strange New Worlds en de oorspronkelijke serie. De film introduceert echter een nieuwe tijdlijn, die ontstaat door tijdreizen, waarin veel gebeurtenissen uit de originele serie en de voorgaande films anders zijn gelopen. Alle personages worden gespeeld door nieuwe acteurs. Alleen Leonard Nimoy vertolkt in de film wederom de rol van Spock, zij het een oudere Spock uit de toekomst.

## Verhaal
In 2233 onderzoekt de USS Kelvin, een schip van de Verenigde Federatie van Planeten, een vreemde “onweersbui” in de ruimte. Al snel blijkt het een zwart gat te zijn. Uit dit gat komt de Narada, een Romulan mijnschip. De Narada valt de Kelvin aan, en eist dat de kapitein, Robau, aan boord komt. Aan boord wordt Robau ondervraagd over de verblijfplaats van Spock. Daarna doodt Nero, de kapitein van de Narada, Robau. Aan boord van de Kelvin neemt eerste officier George Kirk het bevel over, en offert zichzelf en de Kelvin op om de Romulans te stoppen. De rest van de crew van de Kelvin kan ontsnappen via shuttles. Aan boord van de medische shuttle bevalt Georges vrouw, Winona, van haar zoon: James Tiberius Kirk.
Op de planeet Vulcan heeft de jonge Spock duidelijk moeite met het feit dat hij half mens is. Zijn vader moedigt hem aan zijn eigen lot te kiezen. Jaren later krijgt hij een studie aangeboden bij de Vulcan Science Academy, maar in plaats daarvan kiest Spock om naar de Starfleet Academy te gaan. Hij studeert met succes af, en wordt een leraar.
Kirk is inmiddels een jongeman van 22. Hij ontmoet Uhura en Kapitein Christopher Pike in een bar in Iowa, waar Pike hem overhaalt om ook naar de Starfleet Academy te gaan. Als Kirk op een shuttle stapt ontmoet hij Dr. Leonard "Bones" McCoy. Kirk wordt in het derde jaar van zijn opleiding geschorst wegens valsspelen bij een simulatortest, maar wordt toch aan boord van de USS Enterprise gehaald door zijn vriend Dr. Leonard "Bones" McCoy. De Enterprise en zes andere schepen, in alle haast samengesteld door Starfleet, krijgen de opdracht een noodoproep van de planeet Vulcan te onderzoeken. Pike heeft het bevel over de Enterprise, met Spock als zijn eerste officier. Op weg naar de planeet beseft Kirk dat de situatie sterk lijkt op die van 25 jaar geleden, de dag van zijn geboorte. Hij, McCoy en Uhura slagen erin Pike en Spock ervan te overtuigen dat de Enterprise in de val wordt gelokt. De Enterprise trekt zich terug uit Warp, en belandt in een veld van brokstukken van andere Starfleetschepen, vernietigd door Nero’s schip. Dit schip is bezig zich een weg te graven naar de kern van Vulcan.
Na Spock tot kapitein te hebben benoemd, geeft Pike zich over aan Nero om Kirk, Olsen en Hikaru Sulu een kans te geven de boor van Nero’s schip te vernietigen. Olsen overleeft niet, maar Kirk en Hikaru vechten tegen twee bewakers van Nero. Het plan slaagt, maar Nero gebruikt vervolgens een lading “rode materie” om via een kunstmatig zwart gat Vulcan alsnog op te vernietigen. Zes miljard Vulcans sterven, en ook Spocks menselijke moeder sneuvelt. Volgens Spock zijn er nog maar een kleine tienduizend van zijn volk in leven. Nero probeert Pike te dwingen om hem codes, waar het schild rond de Aarde kan worden uitgeschakeld, te geven. Nero zet ondertussen koers naar de aarde om die ook te vernietigen. Kirk wil de achtervolging inzetten, maar Spock wil eerst hergroeperen met de andere schepen. Wanneer Kirk weigert, laat Spock hem achter op de ijsplaneet Delta Vega. Kirk wordt van deze planeet gered door een Vulcan, die een oude versie van Spock blijkt te zijn. Deze vertelt Kirk dat 129 jaar in de toekomst hij de opdracht had om de planeet Romulus te redden van een supernova. Dit mislukte, en daarom wil Nero nu wraak op de federatie. Daarom is hij teruggereisd in de tijd. De oude Spock is hem achterna gekomen.
Spock neemt Kirk mee naar een buitenpost van Starfleet, waar ze Montgomery Scott vinden. Met behulp van de door hem gemaakte "transwarp transportation", een ontwikkeling waar Spock zelf aan bij heeft gedragen, kunnen Scott en Kirk terugkeren naar de Enterprise. Aan boord zorgt Kirk ervoor dat de jonge Spock zijn emoties niet langer de baas kan, waardoor hij uit zijn commando wordt ontheven en Kirk de nieuwe kapitein wordt.
Kirk reist met de Enterprise terug naar de aarde om Nero eigenhandig te stoppen. Spock, Scotty, en de Russische wiskundige Pavel Chekov brengen de Enterprise naar Titan om gebruik te maken van de magnetosfeer van Saturnus om zichzelf te verbergen voor Nero. Hierdoor kunnen Kirk en Spock ongezien aan boord gaan van de Narada. Kirk redt Pike, waarna de jonge Spock het schip van zijn oudere versie gebruikt om de Narada te vernietigen.
Terug op aarde wordt Pike bevorderd tot admiraal, en Kirk tot kapitein. De oude Spock bezoekt nog eenmaal zijn jonge versie, en verzekert hem dat hij en Kirk elkaar nodig hebben. Daarna helpt hij de overlevende Vulcans om een nieuwe kolonie te stichten.

## Rolverdeling
| Acteur              | Personage            |
| ------------------- | -------------------- |
| Chris Pine          | James T. Kirk        |
| Zachary Quinto      | Spock                |
| Eric Bana           | Nero                 |
| Winona Ryder        | Amanda Grayson       |
| Zoë Saldana         | Nyota Uhura          |
| Karl Urban          | Leonard McCoy        |
| Bruce Greenwood     | Christopher Pike     |
| John Cho            | Hikaru Sulu          |
| Leonard Nimoy       | Oude Spock           |
| Simon Pegg          | Montgomery Scott     |
| Anton Yelchin       | Pavel Chekov         |
| Paul McGillion      | Barracks leider      |
| Greg Ellis          | Hoofdingenieur Olsen |
| Ben Cross           | Sarek, Spocks vader  |
| Chris Hemsworth     | George Kirk          |
| Jennifer Morrison   | Winona Kirk          |
| Jimmy Bennett       | Jonge Kirk           |
| Faran Tahir         | Kapitein Robau       |
| Clifton Collins jr. | Ayel                 |
| Rachel Nichols      | Gaila                |
| Jacob Kogan         | Jonge Spock          |

## Achtergrond

### Productie
Al in 2003 deed Rick Berman, toenmalig uitvoerend producent van de Star Trekreeks, voorzichtige uitspraken over de mogelijkheden van een elfde Star Trek bioscoopfilm. Door het teleurstellende resultaat van Star Trek: Nemesis in 2002 en het voortijdige eind van de televisieserie Star Trek: Enterprise in 2005 werden deze uitspraken grotendeels genegeerd totdat Berman in februari 2005 zijn uitspraken begon te onderbouwen met namen van mogelijke betrokkenen.
Ondanks de geruchten over allerlei andere scripts, werd aangenomen dat het script van Jendresen reeds in preproductie zou zijn. Er werd aangenomen dat het verhaal, met de werktitel Star Trek: The Beginning, zou handelen over een aantal nieuwe personages, geleid door een man genaamd Tiberius Chase. Het verhaal zou zich afspelen tussen Star Trek: Enterprise en Star Trek: The Original Series, mogelijk ten tijde van de Aarde-Romulaanse Oorlog in de 22e eeuw. Deze geruchten werden in de navolgende periode grotendeels bevestigd.
In 2005 splitste Viacom af van CBS Corporation. Gail Berman, toenmalig president van Paramount, overtuigde CBS' hoofdproducent Leslie Moonves om een nieuwe Star Trekfilm te maken. Hij benaderde de schrijvers van Mission: Impossible III, Roberto Orci en Alex Kurtzman, voor ideeën. Ook vroeg hij J.J. Abrams om de film te produceren. Abrams, Orci en Kurtzman, plus producers Damon Lindelof en Bryan Burk, vonden dat er al genoeg was gedaan aan verhalen die zich na de originele serie afspeelden. Abrams had zelf nooit Star Trek Nemesis gezien, daar volgens hem Star Trek over Kirk en Spock ging, en alle series die later werden gemaakt gewoon opzichzelfstaande series waren die toevallig ook de naam Star Trek droegen.
Op 23 februari 2007 accepteerde Abrams Paramounts aanbod om de film te regisseren.

### Scenario
Orci en Kurtzman wilden met de film een nieuwe richting inslaan, maar ze wilden de Star Trekfranchise niet zomaar opnieuw laten beginnen zonder verklaring. Ook vonden ze het belangrijk dat Leonard Nimoy in de film zou meespelen. Dat er een vorm van tijdreizen in de film zou komen stond al vanaf het begin vast. Volgens Kurtzman opende tijdreizen de mogelijkheid om alles wat de fans tot dusver wisten van de originele serie te veranderen, waardoor het verhaal toch spannend zou blijven. Abrams kwam met het idee om de Romulans als schurken te gebruiken in de film, omdat ze tot dusver een kleinere rol hadden gespeeld dan Klingons. Bovendien vonden Orci en Kurtzman het niet passen om de Klingons weer terug te laten vallen in hun schurkenrol nadat ze in Star Trekseries geproduceerd na de originele serie juist helden waren geworden.
Het tijdreizen in de film maakte het voor de schrijvers mogelijk om de personages uit de originele serie nieuwe achtergronden te geven, zoals Kirk’s eerste ontmoeting met de Romulans. Voor het script deden ze onder andere inspiratie op van enkele Star Trekboeken, zoals Prime Directive, Spock's World, en Best Destiny. Zo komen de namen van Kirks ouders uit Best Destiny.
Een ander doel van Orci en Kurtzman was om de film zo te maken dat zowel Star Trekfans als een algemeen publiek de film leuk zouden vinden. Daarom werden veel zaken die alleen voor fans te begrijpen zouden zijn weggelaten, en kreeg het verhaal meer actie. De film kreeg de eenvoudige titel Star Trek zonder een nummer of subtitel om nieuwe kijkers te laten weten dat het niet nodig was de vorige films te hebben gezien om deze te begrijpen.
De USS Kelvin, het schip van Kirks vader, was vernoemd naar J.J. Abrams' grootvader, alsmede William Thomson beter bekend als Lord Kelvin.

### Opnames
De opnames begonnen op 7 november 2007, en werden afgesloten op 27 maart 2008. Wel werd in april al wat voorwerk gedaan voor scènes over Kirks jeugd in Iowa. Er werd onder andere gefilmd bij het stadhuis in Longbeach, de San Rafael Swell in Utah, en de California State University - Northridge. Een parkeerplaats buiten het Dodger Stadium werd gebruikt voor de scène op de ijsplaneet Delta Vega, en de Romulaanse boor op Vulcan. De filmmakers hadden ook interesse in opnames in IJsland, maar dit plan werd afgeblazen.

### Muziek
Michael Giacchino, die al vaker met Abrams had samengewerkt, componeerde de muziek voor Star Trek. Hij behield de originele intromuziek van Alexander Courage voor de aftiteling, daar dit volgens Abraham symbool stond voor het moment dat de crew uit de originele serie bijeen kwam. Opnames van de soundtrack vonden plaats in de Sony Scoring Stage met het Hollywood Studio Symphony, een 107 leden tellend orkest en een koor van 40 mensen. Een erhu werd gebruikt voor de Vulcanmuziek.

### Ontvangst
De film zou eigenlijk in december 2008 uitkomen, maar de première werd uitgesteld naar mei 2009. Dit omdat de studio van mening was dat de film in de zomer meer publiek zou trekken. De eerste trailer van de film debuteerde met de film Cloverfield op 18 januari 2008.
De film werd goed ontvangen door critici en scoorde anno 2015 een waardering van 95% op Rotten Tomatoes.
Tijdens de 82ste Oscar-uitreiking van 2010 won de film een Academy Award voor Beste Make-up.
De film ontving, net als eerdere Star Trekfilms, verder Oscar-nominaties voor beste geluid, geluidseffecten en specialeffects.